# ヒューマニエンス
『ヒューマニエンス 40億年のたくらみ』（ヒューマニエンス 40おくねんのたくらみ）は、2020年から放送されているテレビ番組である。2020年10月1日から2023年11月28日まではNHK BSプレミアム（2021年4月1日からはNHK BS4Kも）で、2023年12月4日から2024年3月26日まではNHK BSとNHK BSプレミアム4Kで放送され、同年4月以降は不定期での放送となっている。
派生番組として『ヒューマニエンスQ（クエスト）』が2022年4月から6月（1期）と2023年1月から3月（2期）にNHK総合の若年層ターゲットゾーン枠で放送された。

## 概要
2020年10月1日より放送を開始。
人間の不思議を科学の面から解き明かす教養番組。司会の織田裕二はNHKでレギュラーを持つのは1989年放送のテレビドラマ『十九歳』以来、31年ぶりとなった。
2020年度下半期はNHK BSプレミアムのみで、2021年度からはBSプレミアムに加えて、BS4K放送のサイマル放送で、いずれも木曜の20:00 - 21:00に通常放送（再放送：BSプレミアム　翌週月曜 23:45 - 24:45=火曜0:45、4K　同16:30 - 17:30）された。
2022年4月から、BSプレミアム・4K（放送時間は火曜日 22:00 - 23:00（2チャンネル同時） 再放送：BSプレミアム　放送次週木曜 23:00 - 24:00、4K　同17:00 - 18:00）での新作の放送に加え、過去に放送された内容を中心とした30分のダイジェスト版『ヒューマニエンスQ（クエスト）』を、6月まで、総合テレビの毎週水曜日 23:00 - 23:30（「若年層ターゲットゾーン」第2部）に編成した。
さらに2023年1月から3月まで総合テレビ「若年層ターゲットゾーン」月曜日第2部（放送時間は上記と同じ）にてこのダイジェスト版「ヒューマニエンスQ」のシーズン2が放送されることが決定した。
2023年4月から、BS4Kの放送が月曜 22:00 - 23:00に変更される。BSプレミアムの変更はないため、BS4Kで先行放送の形となった。
2023年12月から、BS1、BSP、BS4K、が変わり、放送局がNHK BSとNHK BSプレミアム4Kの2局となった。NHK BSでは火曜 18:00 - 19:00、プレミアム4Kでは月曜 22:00 - 23:00となるため、プレミアム4Kが先行放送となった。再放送は水曜 17:00 - 18:00となり、木曜 23:00の再放送は廃止された（プレミアム4Kは継続）。
2024年度にレギュラー放送を終了した。その後は特集番組として不定期での放送をしている。

## 出演者
（a）- NHK放送センターアナウンサー
- 織田裕二
- 井上あさひ[注 2]（a）（2021年4月 - 2022年6月、2023年1月 - 3月）
- 藤井彩子[注 3] （a）（2020年10月 - 2021年3月、2022年4月 - ）
- 藤井千夏（ナレーション）
- 赤澤巴菜乃（2023年3月まで、オープニングミニドラマにてメインの女子高生役。同年4月移行は不定期）

## 放送タイトル

### ヒューマニエンス 40億年のたくらみ
| 通算                                                                     | 回 | 初放送日                                  | 開始時間    | 放送局           | 放送内容                                    |
| ------------------------------------------------------------------------ | -- | ----------------------------------------- | ----------- | ---------------- | ------------------------------------------- |
| 1                                                                        | 1  | 2020年10月01日                            | 20:00       | NHK BSP          | オトコとオンナ “性”のゆらぎのミステリー     |
| 2                                                                        | 2  | 2020年10月08日                            | 20:00       | NHK BSP          | “聴覚” 世界をつかむ精緻な進化               |
| 3                                                                        | 3  | 2020年10月15日                            | 20:00       | NHK BSP          | “腸” 脳さえも支配する?                      |
| 4                                                                        | 4  | 2020年11月05日                            | 20:00       | NHK BSP          | “体毛” 毛を捨てたサル                       |
| 5                                                                        | 5  | 2020年11月12日                            | 20:00       | NHK BSP          | “嗅覚” 生命のバロメーター                   |
| 6                                                                        | 6  | 2020年11月26日                            | 20:00       | NHK BSP          | “自由な意志” それは幻想なのか?              |
| 7                                                                        | 7  | 2020年12月03日                            | 20:00       | NHK BSP          | “指” ヒトとサルの分岐点                     |
| 8                                                                        | 8  | 2020年12月17日                            | 20:00       | NHK BSP          | “思春期” リスクテイクの人類戦略             |
| 9                                                                        | 9  | 2020年12月24日                            | 20:00       | NHK BSP          | “目” 物も心も見抜くセンサー                 |
| 10                                                                       | 10 | 2021年01月14日                            | 20:00       | NHK BSP          | “心臓” 心が宿る もう一人の私                |
| 11                                                                       | 11 | 2021年02月04日                            | 20:00       | NHK BSP          | “スリル” 限界を超える翼                     |
| 12                                                                       | 12 | 2021年02月11日                            | 20:00       | NHK BSP          | “ウイルス” それは悪魔か天使か               |
| 13                                                                       | 13 | 2021年02月25日                            | 20:00       | NHK BSP          | “血液” 魔法の体液                           |
| 14                                                                       | 14 | 2021年03月04日                            | 20:00       | NHK BSP          | “皮膚” 0番目の脳                            |
| 15                                                                       | 15 | 2021年03月18日                            | 20:00       | NHK BSP          | “ダンス” ヒトはなぜ踊るのか                 |
| 2021年度から旧：NHK BS4K放送開始                                         |    |                                           |             |                  |                                             |
| 16                                                                       | 1  | 2021年04月01日                            | 20:00       | NHK BSP NHK BS4K | “死” 生命最大の発明                         |
| 17                                                                       | 2  | 2021年04月08日                            | 20:00       | NHK BSP NHK BS4K | “がん” それは宿命との戦い                   |
| 18                                                                       | 3  | 2021年04月22日                            | 20:00       | NHK BSP NHK BS4K | “出産” ヒトは難産を選んだ                   |
| 19                                                                       | 4  | 2021年04月29日                            | 20:00       | NHK BSP NHK BS4K | “涙” 秘められた魔法のチカラ                 |
| 20                                                                       | 5  | 2021年04月29日                            | 22:00       | NHK 総合         | “性とウイルス” 人間を生んだ力とは?          |
| 21                                                                       | 6  | 2021年05月13日                            | 20:00       | NHK BSP NHK BS4K | “衣服” 服を着るという進化                   |
| 22                                                                       | 7  | 2021年05月29日                            | 22:30       | NHK BSP NHK BS4K | 人間を生んだ力とは?                         |
| 23                                                                       | 8  | 2021年06月03日                            | 20:00       | NHK BSP NHK BS4K | “天才” ひらめきのミステリー                 |
| 24                                                                       | 9  | 2021年06月10日                            | 20:00       | NHK BSP NHK BS4K | “舌” 変幻自在の開拓者                       |
| 25                                                                       | 10 | 2021年06月24日                            | 20:00       | NHK BSP NHK BS4K | “睡眠” ヒトは眠りで進化した?                |
| 26                                                                       | 11 | 2021年07月08日                            | 20:00       | NHK BSP NHK BS4K | “肝臓” 毒と戦う勇者                         |
| 27                                                                       | 12 | 2021年07月15日                            | 20:00       | NHK BSP NHK BS4K | “腸内細菌” 見えない支配者たち               |
| 28                                                                       | 13 | 2021年07月22日                            | 20:00       | NHK BSP NHK BS4K | “腸内細菌” ヒトを飛躍させる生命体           |
| 29                                                                       | 14 | 2021年08月12日                            | 20:00       | NHK BSP NHK BS4K | “筋肉” 感応する奇跡のシステム               |
| 30                                                                       | 15 | 2021年08月19日                            | 20:00       | NHK BSP NHK BS4K | “脂肪” 人類を導くパートナー                 |
| 31                                                                       | 16 | 2021年09月09日                            | 20:00       | NHK BSP NHK BS4K | “快楽” ドーパミンという天使と悪魔           |
| 32                                                                       | 17 | 2021年09月30日                            | 20:00       | NHK BSP NHK BS4K | “怒り” ヒトを突き動かす炎                   |
| 33                                                                       | 18 | 2021年10月07日                            | 19:30       | NHK BSP NHK BS4K | 山中伸弥スペシャル iPS細胞と私たち          |
| 34                                                                       | 19 | 2021年10月21日                            | 20:00       | NHK BSP NHK BS4K | “イヌ” ヒトの心を照らす存在                 |
| 35                                                                       | 20 | 2021年11月04日                            | 20:00       | NHK BSP NHK BS4K | “潜在能力” やわらかさという“脳力”           |
| 36                                                                       | 21 | 2021年11月25日                            | 20:00       | NHK BSP NHK BS4K | “走る” そして、ヒトとなる                   |
| 37                                                                       | 22 | 2021年12月02日                            | 20:00       | NHK BSP NHK BS4K | “顔” ヒトをつなぐ心の窓                     |
| 38                                                                       | 23 | 2021年12月16日                            | 20:00       | NHK BSP NHK BS4K | “時間” 命を刻む神秘のリズム                 |
| 39                                                                       | 24 | 2022年01月06日                            | 20:00       | NHK BSP NHK BS4K | “精子と卵子” 過酷な出会いという戦略         |
| 40                                                                       | 25 | 2022年01月13日                            | 20:00       | NHK BSP NHK BS4K | “塩” 進化を導いた魔術師                     |
| 41                                                                       | 26 | 2022年01月27日                            | 20:00       | NHK BSP NHK BS4K | “サイボーグ” 遺伝子進化との決別か?          |
| 42                                                                       | 27 | 2022年02月10日                            | 20:00       | NHK BSP NHK BS4K | “パンデミックと人類” 科学者からのメッセージ |
| 43                                                                       | 28 | 2022年03月03日                            | 20:00       | NHK BSP NHK BS4K | “呼吸” 不完全が生んだ神秘                   |
| 44                                                                       | 29 | 2022年03月10日                            | 20:00       | NHK BSP NHK BS4K | “嘘” ウソでわかる人間のホント               |
| 45                                                                       | 30 | 2022年03月17日                            | 20:00       | NHK BSP NHK BS4K | “天体のチカラ” 絶滅と進化のインパクト       |
| 46                                                                       | 31 | 2022年03月31日                            | 20:00       | NHK BSP NHK BS4K | “絶滅人類” ホモ・サピエンスを映す鏡         |
| 2022年度から旧：NHK BSプレミアム、旧：NHK BS4Kの放送日が火曜22時に変更。 |    |                                           |             |                  |                                             |
| 47                                                                       | 1  | 2022年04月05日                            | 22:00       | NHK BSP NHK BS4K | “膜” それは生命の真理                       |
| 48                                                                       | 2  | 2022年04月12日                            | 22:00       | NHK BSP NHK BS4K | “老化” その宿命にあらがうか 従うか          |
| 49                                                                       | 3  | 2022年04月26日                            | 22:00       | NHK BSP NHK BS4K | “三つ子の魂” 小さな体のビックバン           |
| 50                                                                       | 4  | 2022年05月10日                            | 22:00       | NHK BSP NHK BS4K | “家畜” それは遺伝子の共進化                 |
| 51                                                                       | 5  | 2022年05月24日                            | 22:00       | NHK BSP NHK BS4K | “痛み” それは心の起源                       |
| 52                                                                       | 6  | 2022年06月07日                            | 22:00       | NHK BSP NHK BS4K | “骨” 硬くてしなやかな仕事人                 |
| 53                                                                       | 7  | 2022年06月21日                            | 22:00       | NHK BSP NHK BS4K | “真菌” 地球を創造する分解者                 |
| 54                                                                       | 8  | 2022年07月05日                            | 22:00       | NHK BSP NHK BS4K | “ホルモン” 生命をあやつる超絶パワー         |
| 55                                                                       | 9  | 2022年07月19日                            | 22:00       | NHK BSP NHK BS4K | “言葉” それがヒトの思考を生んだ             |
| 56                                                                       | 10 | 2022年08月02日                            | 22:00       | NHK BSP NHK BS4K | “バーチャル” 無いものをあると思える力       |
| 57                                                                       | 11 | 2022年08月16日                            | 22:00       | NHK BSP NHK BS4K | “遺伝子” その多様性はガラクタから           |
| 58                                                                       | 12 | 2022年08月23日                            | 22:00       | NHK BSP NHK BS4K | “ゲノム編集” 新人類を生む技術か             |
| 59                                                                       | 13 | 2022年09月13日                            | 22:00       | NHK BSP NHK BS4K | “胃” 生きる喜びを創る臓器                   |
| 60                                                                       | 14 | 2022年10月04日                            | 22:00       | NHK BSP NHK BS4K | “疲労” 捉えにくい生体アラーム               |
| 61                                                                       | 15 | 2022年10月11日                            | 22:00       | NHK BSP NHK BS4K | “糖” ヒトが手にした禁断の果実               |
| 62                                                                       | 16 | 2022年10月25日                            | 22:00       | NHK BSP NHK BS4K | “文字” ヒトを虜にした諸刃の剣               |
| 63                                                                       | 17 | 2022年11月01日                            | 22:00       | NHK BSP NHK BS4K | “ミクロの毛” 細胞を指揮する司令塔           |
| 64                                                                       | 18 | 2022年11月15日                            | 22:00       | NHK BSP NHK BS4K | “数字” 世界の秘密を読み解くチカラ           |
| 65                                                                       | 19 | 2022年11月29日                            | 22:00       | NHK BSP NHK BS4K | “肛門” ヒトが隠した羞恥の穴                 |
| 66                                                                       | 20 | 2022年12月20日                            | 22:00       | NHK BSP NHK BS4K | “退化” もう1つの進化の道筋                  |
| 67                                                                       | 21 | 2023年01月10日                            | 22:00       | NHK BSP NHK BS4K | “免疫” 変異ウイルスを迎え撃て               |
| 68                                                                       | 22 | 2023年01月17日                            | 22:00       | NHK BSP NHK BS4K | “腎臓” 欲望を支える寡黙な賢者               |
| 69                                                                       | 23 | 2023年01月31日                            | 22:00       | NHK BSP NHK BS4K | “毒と薬” その攻防が進化を生む               |
| 70                                                                       | 24 | 2023年02月14日                            | 22:00       | NHK BSP NHK BS4K | “再生” 新たなるパンドラの箱か               |
| 71                                                                       | 25 | 2023年02月28日                            | 22:00       | NHK BSP NHK BS4K | “粘液” ネバネバは魔法のカクテル             |
| 72                                                                       | 26 | 2023年03月28日                            | 22:00       | NHK BSP NHK BS4K | “アート” 壮大な“嘘”が教えてくれるもの       |
| 2023年度から旧：NHK BS4Kの放送が月曜に変更された。後は4Kの放送日。       |    |                                           |             |                  |                                             |
| 73                                                                       | 1  | 2023年04月10日 2023年04月11日             | 22:00       | NHK BS4K NHK BSP | “超・変異” 次の進化をたくらむDNA            |
| 74                                                                       | 2  | 2023年04月24日 2023年04月25日             | 22:00       | NHK BS4K NHK BSP | “神経” 謎だらけのネットワーク               |
| 75                                                                       | 3  | 2023年05月08日 2023年05月09日             | 22:00       | NHK BS4K NHK BSP | “友情” 集団で生きるための発明               |
| 76                                                                       | 4  | 2023年05月22日 2023年05月23日             | 22:00       | NHK BS4K NHK BSP | “CO2” 見えざる生命の創造者                  |
| 77                                                                       | 5  | 2023年06月05日 2023年06月06日             | 22:00       | NHK BS4K NHK BSP | “鉄” 天地創造のテツ学                       |
| 78                                                                       | 6  | 2023年06月19日 2023年06月20日             | 22:00       | NHK BS4K NHK BSP | “虫” 地球のもうひとつの主人公               |
| 79                                                                       | 7  | 2023年07月03日 2023年07月04日             | 22:00       | NHK BS4K NHK BSP | “生体電気” 電気仕掛けのココロとカラダ       |
| 80                                                                       | 8  | 2023年07月10日 2023年07月11日             | 22:00       | NHK BS4K NHK BSP | “宇宙体験” 私たちの“次なる章”がはじまる     |
| 81                                                                       | 9  | 2023年07月24日 2023年07月25日             | 22:00       | NHK BS4K NHK BSP | “乳” 進化する神秘の液体                     |
| 82                                                                       | 10 | 2023年08月07日 2023年08月08日             | 22:00       | NHK BS4K NHK BSP | “整理整頓” それはヒトの本能なのか           |
| 83                                                                       | 11 | 2023年08月28日 2023年08月29日             | 22:00       | NHK BS4K NHK BSP | “免疫” 曖昧な“わたし”をめぐるドラマ         |
| 84                                                                       | 12 | 2023年09月11日 2023年09月12日             | 22:00       | NHK BS4K NHK BSP | “歯” 進化を続ける人体の先兵                 |
| 85                                                                       | 13 | 2023年09月25日 2023年09月26日             | 22:00       | NHK BS4K NHK BSP | “遊び” それは人類の可能性の宝庫             |
| 86                                                                       | 14 | 2023年10月09日 2023年10月10日             | 22:00       | NHK BS4K NHK BSP | “背骨” 複雑精妙な進化の神髄                 |
| 87                                                                       | 15 | 2023年10月23日 2023年10月24日             | 22:00       | NHK BS4K NHK BSP | “親と子” “ギリギリ”の子育て戦略             |
| 88                                                                       | 16 | 2023年11月06日 2023年11月07日             | 22:00       | NHK BS4K NHK BSP | “体温” 熱して冷ます生存戦略                 |
| 89                                                                       | 17 | 2023年11月20日 2023年11月21日             | 22:00       | NHK BS4K NHK BSP | “死の迎え方” ヒトの穏やかな死とは           |
| 2023年12月からはNHK BSプレミアム4Kの放送日。                             |    |                                           |             |                  |                                             |
| 90                                                                       | 18 | 2023年12月11日 2023年12月12日             | 22:00 18:00 | BSP4K NHK BS     | “植物” 支配者は周りを動かす                 |
| 91                                                                       | 19 | 2023年12月25日 2023年12月26日             | 22:00 18:00 | BSP4K NHK BS     | “土” 生命の星の小宇宙                       |
| 92                                                                       | 20 | 2024年01月08日 2024年01月09日             | 22:00 18:00 | BSP4K NHK BS     | “左と右” 生命を左右するミステリー           |
| 93                                                                       | 21 | 2024年01月22日 2024年01月23日             | 22:00 18:00 | BSP4K NHK BS     | “記憶” 未来を切り拓く源泉                   |
| 94                                                                       | 22 | 2024年02月05日 2024年02月06日             | 22:00 18:00 | BSP4K NHK BS     | “口腔細菌” 知られざる運命共同体             |
| 95                                                                       | 23 | 2024年02月19日 2024年02月20日             | 22:00 18:00 | BSP4K NHK BS     | “ミトコンドリア” 最も古く 最も大切な友人    |
| 96                                                                       | 24 | 2024年03月11日 2024年03月12日             | 22:00 18:00 | BSP4K NHK BS     | “ネコ” 奔放で気まぐれな謎の友人             |
| 97                                                                       | 25 | 2024年03月18日 2024年03月19日             | 22:00 18:00 | BSP4K NHK BS     | “グレートジャーニー” ヒトらしさの進化の足跡 |
| 2024年度から特集番組となり、不定期放送になった。                         |    |                                           |             |                  |                                             |
| 98                                                                       | 1  | 2024年05月11日（土） 2024年11月11日（月） | 21:00 22:45 | BSP4K NHK BS     | 「おいしさ」 ヒト進化のスイッチ             |
| 99                                                                       | 2  | 2024年06月01日（土） 2024年11月25日（月） | 21:00 22:45 | BSP4K NHK BS     | “不安” ヒトが“自らつくった”進化のカギ       |
| 100                                                                      | 3  | 2024年07月06日（土） 2024年12月16日（月） | 21:00 22:45 | BSP4K NHK BS     | 「たんぱく質」あなたの知らない生命の“本性”  |
| 101                                                                      | 4  | 2024年08月03日（土） 2025年01月20日（月） | 19:00 22:45 | BSP4K NHK BS     | 「健康寿命」見えてきた謎のトライアングル    |
| 102                                                                      | 5  | 2024年09月07日（土） 2025年02月17日（月） | 21:00 22:45 | BSP4K NHK BS     | 「すい臓」 寡黙なるヒト進化の同伴者         |
| 103                                                                      | 6  | 2024年10月05日（土） 2025年03月19日（水） | 21:00       | BSP4K NHK BS     | 「“水”唯一無二の生命の創(つく)り手」        |

再放送
| 回 | 再放送日       | 開始時間 | 放送局   | 放送内容                                    | 備考                             |
| -- | -------------- | -------- | -------- | ------------------------------------------- | -------------------------------- |
| 1  | 2020年11月19日 | 01:40    | NHK 総合 | オトコとオンナ“性”のゆらぎのミステリー      | NHK 総合で再放送。               |
| 2  | 2021年05月09日 | 16:00    | NHK BSP  | “がん” それは宿命との戦い                   | NHKBSプレミアムで再放送。        |
| 3  | 2021年12月28日 | 15:08    | NHK BSP  | 山中伸弥スペシャル iPS細胞と私たち          | NHKBSプレミアムで再放送。        |
| 4  | 2022年02月01日 | 14:49    | NHK BSP  | “イヌ” ヒトの心を照らす存在                 | NHKBSプレミアムで再放送。        |
| 5  | 2022年04月04日 | 01:55    | NHK 総合 | “塩” 進化を導いた魔術師                     | NHK総合で再放送。                |
| 6  | 2022年05月03日 | 15:52    | NHK BSP  | “老化” その宿命にあらがうか 従うか          | NHKBSプレミアムで再放送。        |
| 7  | 2022年08月06日 | 08:00    | NHK BSP  | “老化” その宿命にあらがうか 従うか          | NHKBSプレミアムで再放送。        |
| 8  | 2022年08月28日 | 01:47    | NHK BSP  | “天才” ひらめきのミステリー                 | NHKBSプレミアムで再放送。        |
| 9  | 2022年11月01日 | 16:52    | NHK BSP  | “イヌ” ヒトの心を照らす存在                 | NHKBSプレミアムで再放送。        |
| 10 | 2022年12月10日 | 08:00    | NHK BSP  | “絶滅人類” ホモ・サピエンスを映す鏡         | NHKBSプレミアムで再放送。        |
| 11 | 2023年03月27日 | 14:54    | NHK BSP  | “老化” その宿命にあらがうか 従うか          | NHKBSプレミアムで再放送。        |
| 12 | 2023年09月12日 | 15:04    | NHK BSP  | 山中伸弥スペシャル iPS細胞と私たち          | NHKBSプレミアムで再放送。        |
| 13 | 2024年01月04日 | 23:00    | BSP4K    | “宇宙体験” 私たちの“次なる章”がはじまる     | 再放送枠での再放送。             |
| 14 | 2024年01月10日 | 17:00    | BSP4K    | “宇宙体験” 私たちの“次なる章”がはじまる     | 再放送枠での再放送。             |
| 14 | 2024年01月10日 | 17:00    | NHK BS   | “宇宙体験” 私たちの“次なる章”がはじまる     | 再放送枠での再放送。             |
| 15 | 2024年07月03日 | 14:30    | BSP4K    | “グレートジャーニー” ヒトらしさの進化の足跡 | NHKBSプレミアム4Kで再放送。      |
| 16 | 2024年07月04日 | 14:30    | BSP4K    | 「おいしさ」 ヒト進化のスイッチ             | NHKBSプレミアム4Kで再放送。      |
| 17 | 2024年07月05日 | 14:30    | BSP4K    | “不安” ヒトが“自らつくった”進化のカギ       | NHKBSプレミアム4Kで再放送。      |
| 18 | 2024年07月29日 | 11:00    | BSP4K    | 「たんぱく質」あなたの知らない生命の“本性”  | NHKBSプレミアム4Kで再放送。      |
| 19 | 2024年11月21日 | 17:30    | NHK BS   | “おいしさ” ヒト進化のスイッチ               | NHK BSで再放送。                 |
| 20 | 2025年01月13日 | 22:45    | NHK BS   | “記憶” 未来を切り拓く源泉                   | 「選」として本放送枠での再放送。 |
| 21 | 2025年01月18日 | 00:00    | NHK BS   | “ネコ” 奔放で気まぐれな謎の友人             | NHK BSで再放送。                 |
| 22 | 2025年02月10日 | 22:45    | NHK BS   | “ミトコンドリア” 最も古く 最も大切な友人    | 「選」として本放送枠での再放送。 |
| 23 | 2025年03月17日 | 22:45    | NHK BS   | “グレートジャーニー” ヒトらしさの進化の足跡 | 「選」として本放送枠での再放送。 |
| 24 | 2025年6月19日  | 14:54    | NHK BS   | “健康寿命” 見えてきた謎のトライアングル     | NHK BSで再放送。                 |

### ヒューマニエンスQ（クエスト）
| 2022年（シーズン1） | 2022年（シーズン1） | 2022年（シーズン1） | 2022年（シーズン1）                 |
| 回                  | 初放送日            | 放送時間            | 放送内容                            |
| ------------------- | ------------------- | ------------------- | ----------------------------------- |
| 1                   | 4月06日             | 水曜 23:00 - 23:30  | “死” 生命最大の謎                   |
| 2                   | 4月13日             | 水曜 23:00 - 23:30  | “がん” それは宿命との戦い           |
| 3                   | 4月20日             | 水曜 23:00 - 23:30  | “ウイルス” それは悪魔か天使か       |
| 4                   | 4月27日             | 水曜 23:00 - 23:30  | “皮膚” 0番目の脳                    |
| 5                   | 5月04日             | 水曜 23:00 - 23:30  | “自由な意志” それは幻想なのか?      |
| 6                   | 5月11日             | 水曜 23:00 - 23:30  | “天才” ひらめきのミステリー         |
| 7                   | 5月18日             | 水曜 23:00 - 23:30  | “腸” 脳さえも支配する?              |
| 8                   | 5月25日             | 水曜 23:00 - 23:30  | “睡眠” ヒトは眠りで進化した?        |
| 9                   | 6月01日             | 水曜 23:00 - 23:30  | “思春期” リスクテイクの人類戦略     |
| 10                  | 6月08日             | 水曜 23:00 - 23:30  | “ダンス” ヒトはなぜ踊るのか         |
| 11                  | 6月15日             | 水曜 23:00 - 23:30  | “イヌ” ヒトの心を照らす存在         |
| 12                  | 6月22日             | 水曜 23:00 - 23:30  | “目” 物も心も見抜くセンサー         |
| 2023年（シーズン2） |                     |                     |                                     |
| 1                   | 1月09日             | 月曜 23:00 - 23:30  | 山中伸弥スペシャル iPS細胞と生命    |
| 2                   | 1月16日             | 月曜 23:00 - 23:30  | 山中伸弥スペシャル iPS細胞と私たち  |
| 3                   | 1月23日             | 月曜 23:00 - 23:30  | “腸内細菌” 見えない支配者たち       |
| 4                   | 1月30日             | 月曜 23:00 - 23:30  | “腸内細菌” ヒトを飛躍させる生命体   |
| 5                   | 2月06日             | 月曜 23:00 - 23:30  | “血液” 魔法の体液                   |
| 6                   | 2月13日             | 月曜 23:00 - 23:30  | “出産” ヒトは難産を選んだ           |
| 7                   | 2月20日             | 月曜 23:00 - 23:30  | “怒り” ヒトを突き動かす炎           |
| 8                   | 2月27日             | 月曜 23:00 - 23:30  | “絶滅人類” ホモ・サピエンスを映す鏡 |
| 9                   | 3月06日             | 月曜 23:00 - 23:30  | “時間” 命を刻む神秘のリズム         |
| 10                  | 3月13日             | 月曜 23:00 - 23:30  | “快楽” ドーパミンという天使と悪魔   |
| 11                  | 3月20日             | 月曜 23:00 - 23:30  | “涙” 秘められた魔法のチカラ         |
| 12                  | 3月27日             | 月曜 23:00 - 23:30  | “家畜” それは遺伝子の共進化         |

NHK総合での本放送前に、NHK BSプレミアムで1期が先行放送された。
| 回 | 放送日         | 開始時間 | 放送内容                        |
| -- | -------------- | -------- | ------------------------------- |
| 1  | 2022年 3月16日 | 0:45     | “死” 生命最大の謎               |
| 2  | 2022年 3月16日 | 1:14     | “がん” それは宿命との戦い       |
| 3  | 2022年 3月16日 | 1:43     | “ウイルス” それは悪魔か天使か   |
| 4  | 2022年 3月16日 | 2:12     | “皮膚” 0番目の脳                |
| 5  | 2022年 3月17日 | 0:45     | “ダンス” ヒトはなぜ踊るのか     |
| 6  | 2022年 3月17日 | 1:14     | “天才” ひらめきのミステリー     |
| 7  | 2022年 3月17日 | 1:43     | “腸” 脳さえも支配する?          |
| 8  | 2022年 3月17日 | 2:12     | “睡眠” ヒトは眠りで進化した?    |
| 9  | 2022年 3月23日 | 0:45     | “自由な意志” それは幻想なのか?  |
| 10 | 2022年 3月23日 | 1:14     | “思春期” リスクテイクの人類戦略 |
| 11 | 2022年 3月23日 | 1:43     | “イヌ” ヒトの心を照らす存在     |
| 12 | 2022年 3月23日 | 2:12     | “目” 物も心も見抜くセンサー     |

再放送
| 回 | 再放送日             | 開始時間 | 放送局   | 放送内容                       | 備考                          |
| -- | -------------------- | -------- | -------- | ------------------------------ | ----------------------------- |
| 1  | 2022年10月05日（水） | 19:25    | NHKEテレ | “死” 生命最大の謎              | NHKEテレで再放送。            |
| 2  | 2022年10月12日（水） | 19:25    | NHKEテレ | “皮膚” 0番目の脳               | NHKEテレで再放送。            |
| 3  | 2022年10月19日（水） | 19:25    | NHKEテレ | “自由な意志” それは幻想なのか? | NHKEテレで再放送。            |
| 4  | 2022年11月02日（水） | 19:25    | NHKEテレ | “腸” 脳さえも支配する?         | NHKEテレで再放送。            |
| 5  | 2022年11月09日（水） | 19:25    | NHKEテレ | “目” 物も心も見抜くセンサー    | NHKEテレで再放送。            |
| 6  | 2022年11月16日（水） | 19:25    | NHKEテレ | “イヌ” ヒトの心を照らす存在    | NHKEテレで再放送。            |
| 7  | 2023年01月07日（土） | 15:50    | NHK総合  | “がん” それは宿命との戦い      | NHK総合で「選」として再放送。 |